# 柳赫恰
51°22′28″N 26°36′25″E / 51.37444°N 26.60694°E
柳赫恰（烏克蘭語：Люхча），是烏克蘭的村落，位於該國西北部羅夫諾州，由薩爾內區負責管轄，始建於1516年，面積2.15平方公里，海拔高度154米，2024年人口2,216，人口密度每平方公里1,033.1人。